# Kamień (gmina w województwie podkarpackim)

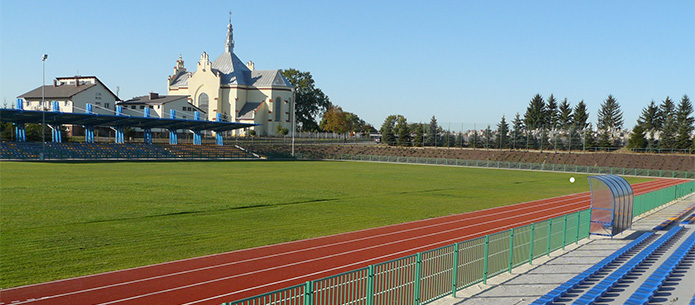
Stadion sportowy w Kamieniu

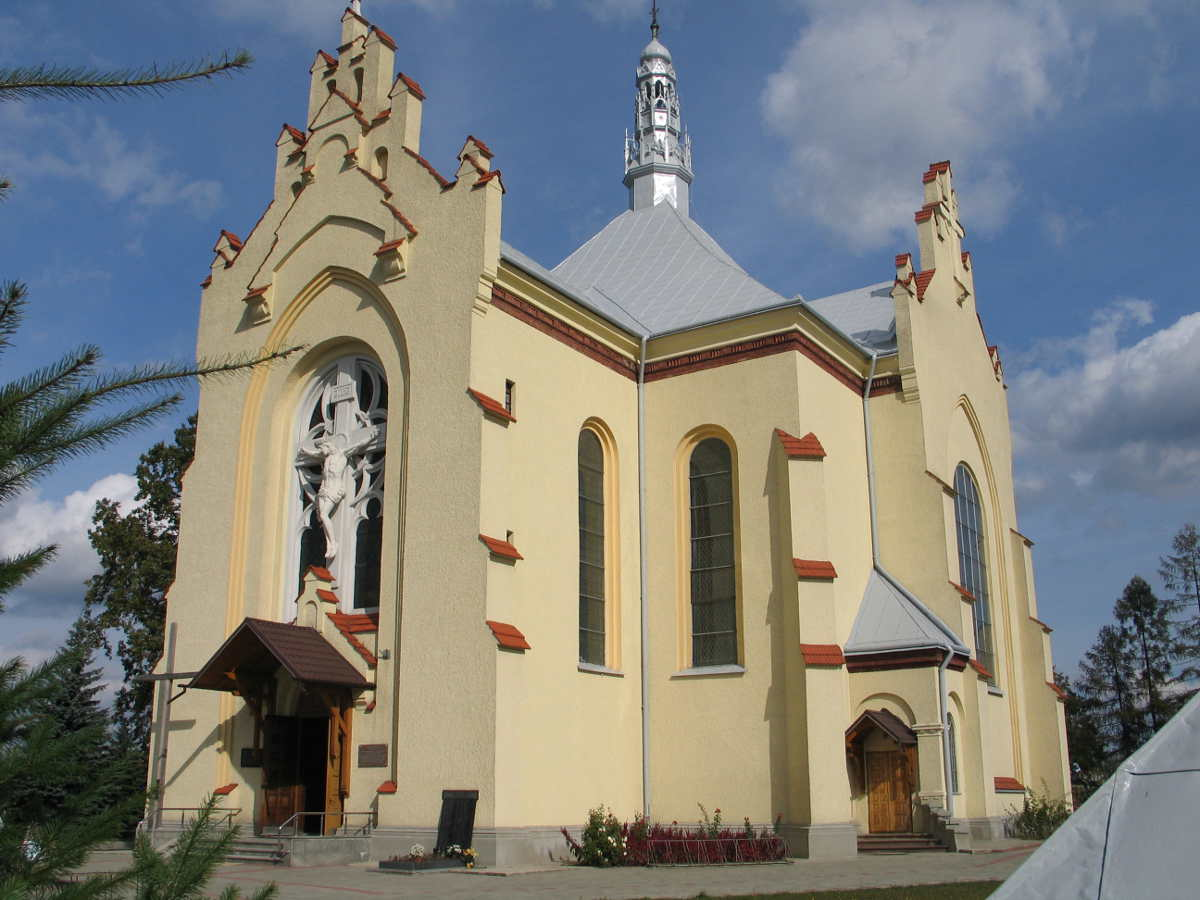
Kościół Parafialny pw. NSPJ w Kamieniu

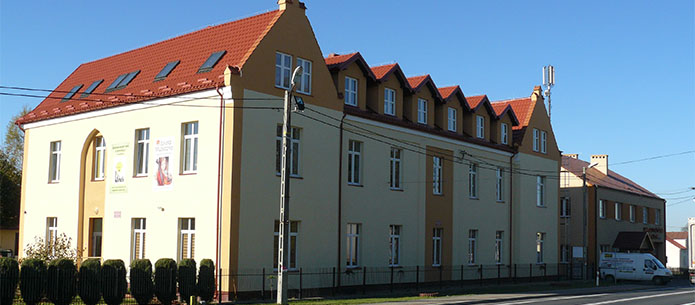
Szkoła Muzyczna I st. w Kamieniu

Kamień – gmina wiejska w województwie podkarpackim, w powiecie rzeszowskim. W latach 1975–1998 gmina położona była w województwie rzeszowskim.
Siedziba gminy to Kamień.
W 1933 r. zreformowano ustrój wsi. Połączono jednowioskowe gminy i posiadłości dworskie w gminy zbiorowe. Utworzono wtedy zbiorową gminę Kamień.  

## Demografia
Dane z 2017 roku:
| Opis                              | Ogółem | Ogółem | Kobiety | Kobiety | Mężczyźni | Mężczyźni |
| --------------------------------- | ------ | ------ | ------- | ------- | --------- | --------- |
| jednostka                         | osób   | %      | osób    | %       | osób      | %         |
| populacja                         | 6856   | 100    | 3418    | 49,9    | 3438      | 50,1      |
| gęstość zaludnienia (mieszk./km²) | 94,9   | 94,9   | 46,7    | 46,7    | 47,0      | 47,0      |

- Piramida wieku mieszkańców gminy Kamień w 2017 roku.

## Religia
Na terenie gminy znajdują się 4 parafie rzymskokatolickie, które należą do dekanatu Sokołów Młp.: 
- Parafia pw. Najświętszego Serca Pana Jezusa w Kamieniu
- Parafia pw.  św. Ignacego Antiocheńskiego i św. Maksymiliana Kolbe w Łowisku
- Parafia pw. św. Maksymiliana Kolbe w Krzywej Wsi
- Parafia pw. Matki Bożej Częstochowskiej w Podlesiu

## Struktura powierzchni
Według danych z roku 2002 gmina Kamień ma obszar 73,21 km², w tym:
- użytki rolne: 69%
- użytki leśne: 26%

Gmina stanowi 6,01% powierzchni powiatu.

## Sołectwa
Kamień (sołectwa: Kamień-Górka, Kamień-Podlesie, Kamień-Prusina), Krzywa Wieś, Nowy Kamień, Łowisko.
Miejscowość bez statusu sołectwa: Morgi.

## Sąsiednie gminy
Jeżowe, Nowa Sarzyna, Raniżów, Sokołów Małopolski